# Макарьевская (Иркутская область)
Макарьевская (также Макарьевск) — деревня в Нукутском районе Усть-Ордынского Бурятского округа Иркутской области. Входит в муниципальное образование «Нукуты». 

## География
Деревня расположена в 33 км от районного центра, на высоте 528 м над уровнем моря.
Состоит из 2 улиц: Лесной улицы и Лесного переулка.

## История
В советское время в деревне было отделение совхоза «50 лет Октября», располагались зерносклад, ферма, конный двор. В этот период в Макарьевской насчитывалось 76 домов, функционировал магазин. В связи с закрытием совхоза «50 лет Октября» населённый пункт пришёл в упадок, его население стало резко сокращаться.

## Экономика
Большинство жителей населённого пункта занимаются ведением подсобного хозяйства. Развито пчеловодство.

## Инфраструктура
Ранее в деревне функционировали школа, магазин, ФАП, клуб, однако в настоящее время все они закрыты, здания пустуют.

## Население
| 2002 | 2010 | 2011 | 2012 |
| ---- | ---- | ---- | ---- |
| 186  | ↘113 | →113 | ↘106 |

На апрель 2016 года в деревне числится 120 избирателей, однако фактически население составляет около 70-и человек.
Большинство жителей Макарьевской — пенсионеры, однако проживают и около 20-и детей школьного возраста.